# 尹真熙
尹真熙（1986年8月4日—），韩国女子举重运动员。
2008年北京奥运，尹真熙以213公斤的总成绩获得女子53公斤级银牌。此后分别获得2007年和2009年世锦赛该项目铜牌。2016年，尹真熙第二次参加奥运，最终斩获女子53公斤级铜牌。